# Кидрясово
Кидрясово — село в городском округе город Медногорск Оренбургской области.

## География
Находится примерно в 12 км к югу от города Медногорск. Рядом с селом проходит автодорога Оренбург — Орск.
Климат
Климат резко континентальный, суровая ветреная зима с частыми метелями, жаркое сухое лето с пылевыми бурями. Среднегодовая температура по городу измеряется плюс 4,4 °С. Холодная снежная зима длится около 150 дней. Самый холодный месяц года — январь, средняя температура воздуха минус 18 — 30 °С, абсолютные минимумы достигают — 44 — 45 °С. Самый теплый месяц — июль, среднемесячная температура около плюс 30°С. Сухое жаркое лето длится около 110—120 дней. Атмосферных осадков за год выпадает около 450—500 мм, причем большая часть приходится на весенний — осенний период (около 75 %). Снежный покров довольно устойчив, продолжительность его от 4-х до 5-и месяцев. Абсолютный минимум температур: зимой — минус 32…минус 38 °С, абсолютный максимум температур летом — плюс 32…плюс 39 °С.

## История
Упоминается уже в документе 1852 г.
По преданиям в 1774 году деревня полностью сгорела и люди переселились на новое место. Причиной выбора стала дорога, соединявшая крепости Орск и Оренбург. Здесь же проходили дороги идущие из Кахастана. Местное население издавна общалось, как с русскими, так и с казахами, проживающими за рекой Урал. В списке населенных мест 1871 года обозначено на карте того же времени. Изредка это селение называют Писмянка - по названию реки. В 1933 году деревня горела вторично, селянам удалось спасти верхнюю часть деревни от огня. 
Первое упоминание о существовании мечети в деревне датируется 1866 годом. В период с 1920-х по 1939 год в мечети располагалась школа. Затем школу перевели в дом. В 1971 году в школе училось 123 ученика. в 2009 году школу закрыли из-за малой численности учеников.
В 1952 году в деревне был открыт первый медпункт.
На молочной товарной ферме работали жители деревни. в 1986 году по надоям молока совхоз занял третье место среди комсомольских-молодежных бригад по РСФСР. В 1988 году заняли первое место по Кувандыкскому району.

## Население
| 2010 |
| ---- |
| 210  |

Постоянное население составляло 261 человек в 2002 году (башкиры 84 %).
На 01.01.2018 численность населения с. Кидрясово зарегистрированных 151 человек, фактически проживающих 134 человека.
Таблица Численность постоянного населения в с. Кидрясово
|                                                    | 2009 | 2010 | 2011 | 2012 | 2013 | 2014 | 2015 | 2016 | 2017 | 2018 |
| с. Кидрясово                                       | 234  | 246  | 240  | 220  | 190  | 188  | 190  | 175  | 167  | 151  |
| Общий прирост (+), убыль (-), чел. по с. Кидрясово | -    | +12  | -6   | -20  | -30  | -2   | +2   | -15  | -8   | -16  |

## Инфраструктура
Учитывая низкое социально-экономическое развитие сел Медногорска и отсутствие демографического роста освоение новых выявленных благоприятных территорий не представляется реальным.
Мероприятия генерального плана по сельским населённым пунктам направлены на экологизацию застроенных территорий и упорядочивание планировочной структуры.
Площадь села – 77,2га, население -261 чел.
Расположено в 9 км (15 км по дороге) к юго-западу от н.п. г.Медногорск и в 12,5 км от центра г.Медногорск, в пойме реки Письменка , вдоль автомобильной трассы на г.Кувандык. Имеет линейную структуру, обусловленную рекой.
Основные планировочные ограничения: река, автомобильная дорога, горы. Часть жилой застройки расположено за границей населённого пункта.
Имеется богатый рекреационный ресурс в виде горных массивов, облесённых долин, не обременённых вредными воздействиями техногенного характера.
Возможное развитие – по долине на северо-запад.
Часть жилой и производственной зон посёлка располагаются в водоохраной и прибрежной зонах реки Письменка.
Проектом генерального плана предлагается упорядочивание существующих функциональных зон, с учётом зон с особыми условиями использования территорий. Предлагается создание новых общественно-деловых зон для возможного развития туристического сервиса.
Проектом предлагается корректура границ населённого пункта. Новых площадок для развития с. Кидрясово не предусматривается. Развитие предлагается производить за счёт реконструкции и замены существующего жилого фонда и объектов коммунальной инфраструктуры.
Общественно-деловые, рекреационные зоны.
Общественно-деловая зона формируется в центральной части села, в районе существующих школы, ФАПа, клуба, магазина и получает развитие на север, для формирования территорий под размещение гостиничного комплекса, в случае создания и развития горнолыжной базы к северо-востоку от села.
Возможно проведение соревнований по спортивному ориентированию около села Кидрясово в летнее время, соревнований по беговым лыжам в зимнее время.
Производственная зона сохраняется в юго-западной части села и подлежит незначительному сокращению в южной части по причине выноса её территорий из водоохраной зоны р.Письменка.
Жилая застройка сохраняется и получает дополнительное развитие в центральной части села.
Зона специального назначения представлена существующим кладбищем, расположенным в южной части села в водоохраной зоне р.Письменка, которое подлежит закрытию и новым запланированным кладбищем в северо-западной части.
В северной части предлагается изменение границ населённого пункта в сторону увеличения.
Основные мероприятия по инженерной защите и подготовке территории.В целях повышения общего благоустройства территории необходимо выполнение комплекса мероприятий по инженерной защите и подготовке территории в составе:
1. Вертикальная планировка с организацией поверхностного стока.
2. Очистка поверхностного стока.
3. Защита от подтопления и осушение заболоченностей.
4. Благоустройство овражных территорий.
5. Рекультивация нарушенных территорий.
6. Регулирование и благоустройство русла реки Письменка и водотоков.

Площадка проектирования не подвержена затоплению паводком 1 % обеспеченности. Для перехвата и отведения дождевых и талых вод со склона предусмотреть нагорную канаву.
Вертикальная планировка предусматривается с максимальным учетом существующего рельефа местности.
Водоснабжение
Кидрясово необходимо обеспечить центральным водоснабжением. Для этого необходимо произвести геолого-разведочные работы по подземным запасам питьевой воды, после чего разработать проектную документацию и произвести строительство водоводов и водопроводной сети.
Канализация
Сёло Кидрясово необходимо обустраивать локальными очистными сооружениями с использованием современных нанотехнологий по переработке отходов.
Электроснабжение
Электроснабжение Кидрясово осуществляется от подстанции в г. Медногорск. Общий износ электросетей превышает 60%. Проблемой является износ энергетического оборудования подстанций, требуется реконструкция или замена оборудования выработавшего свой срок службы.
Развитие электрических сетей вызвано необходимостью повышения до требуемого государственными стандартами уровня надёжности и качества электроснабжения городских потребителей и обеспечения условий для реконструкции и нового строительства в соответствии с генеральным планом города Медногорска.
Удельная расчетная коммунально-бытовая нагрузка на 1 чел. составляет 0,41 квт./чел.(табл. 1.4.3 РД), удельное электропотребление на 1 чел. В год составляет 2170 квт.час/год.
Теплоснабжение
Теплоснабжение производится от индивидуальных газовых котлов и дровяных печей.
Газоснабжение
В сельском поселении имеется ГРПШ и сети газопроводов низкого давления, проложенные вдоль улиц и проездов в районах существующей застройки. Уровень газификации в с. Кидрясово составляет 94%.
Планировочные меры по охране окружающей среды
Рассмотрение жилой и производственной зон в водоохраной и прибрежной зоне р. Письменка.
Средства связи
В селе Кидрясово работает почтовое отделение ФГУП «Почта России» с индексом 462274, также возможна экспресс доставка фирм. Ловит сигнал операторов трех сотовых связей: «Билайн», «Мегафон», «МТС». Необходимы установка сотовой вышки оператора "Теле 2". Установлен один телефон в школе. Основным оператором является ОАО «ВолгаТелеком» Оренбургский филиал Медногорский межрайонный узел электросвязи. Устойчиво принимает 3 программы телевидения. В перспективе предусматривается (в связи с переходом на размещение оборудования в контейнерах) замена оборудования выносных концентраторов АТС «БЭТО-01» на малые телефонные станции. Подавалась заявка в 2021 году в министерство цифрового развития Оренбургской области по развиитию интернета, сотовой сети, обеспечения ФАПа видеосвязью.